# Grace Drayton

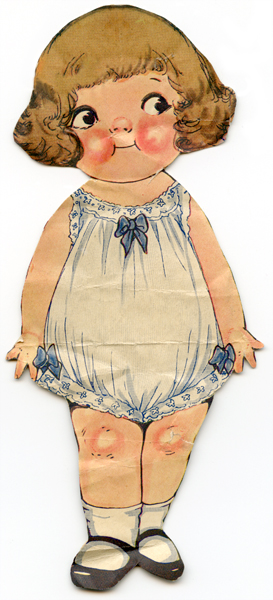
Dolly Dingle

Grace Drayton (de soltera Gebbie, también conocida como Grace Wiederseim; 14 de octubre de 1878 – 31 de enero de 1936) fue ilustradora de libros infantiles, páginas de moda y portadas de revistas. Creó la serie Campbell Soup Kids. Se la considera una de las primeras y más exitosas caricaturistas estadounidenses.

## Biografía
Drayton nació como Grace Gebbie en 1878 en Filadelfia. Su padre, George Gebbie, era editor de arte.
Drayton asistió al Instituto Drexel (ahora Universidad Drexel) y a la Escuela de Diseño para Mujeres de Filadelfia (PSDW). Mientras estuvo en la PSDW, fue alumna del artista y profesor estadounidense Robert Henri durante 1893 y 1894. Drayton comenzó su carrera como artista independiente en 1895. De 1905 a 1909, fue miembro de The Plastic Club, una organización artística de Filadelfia. Creó los Campbell Soup Kids, que se utilizaron en anuncios de Campbell's Soup a partir de 1904. Los Campbell Soup Kids y los demás personajes infantiles de Drayton fueron dibujados con un adorable estilo angelical, a menudo con caras redondas, cuerpos regordetes y mejillas sonrosadas.
Con su hermana Margaret G. Hays (1874-1925) como escritora, Drayton produjo The Adventures of Dolly Drake and Bobby Blake in Storyland y The Turr’ble Tales of Kaptin Kiddo en el período 1905-1909. Drayton diseñó las populares muñecas de papel Dolly Dingle, que aparecieron en la revista femenina Pictorial Review.
También creó tiras cómicas para periódicos sindicados para Hearst/ King Features, como Naughty Toodles, Dottie Dimple, Dimples, Dolly Dimples and Bobby Bounce, y The Pussycat Princess. Drayton fue la primera mujer en ser caricaturista para Hearst. The Pussycat Princess se inició en 1935. Después de la muerte de Drayton en 1936, la tira fue continuada por Ruth Carroll y Ed Anthony.

## Vida personal
En 1900 se casó con Theodore Wiederseim. En 1911, se divorció de Wiederseim y se casó con William Drayton, y comenzó a firmar sus obras como Grace Drayton. Se divorció de Drayton en 1923. Grace Drayton falleció en 1936 y está enterrada en el cementerio de Holy Cross en Yeadon, Pensilvania.

## Legado
Los Campbell Soup Kids fueron un elemento básico icónico de la estrategia publicitaria de Campbell's Soup durante décadas. Los dibujos y recuerdos de Campbell Soup Kids siguen siendo populares entre los coleccionistas de antigüedades. Es posible que la obra de Drayton haya tenido alguna influencia en el manga shōjo japonés a finales de la década de 1930. Las muñecas Dolly Dingle de Drayton forman parte de la Colección Joseph Downs en el Museo, Jardín y Biblioteca de Winterthur. Parte de su obra también forma parte de la colección del Museo de la Historieta.

## Tiras cómicas
Como Grace G. Wiederseim:
- Toodles / Naughty Toodles / The Strange Adventures of Pussy Pumpkin And Her Chum Toodles! (Hearst, 22 de marzo de 1903 a 10 de enero de 1904)[2][8]
- The Adventures of Dolly Drake and Bobby Blake in Storyland (The Philadelphia Press, 1905-1906), escrita por Margaret G. Hays[9]
- The Turr’ble Tales of Kaptain Kiddo (Philadelphia North American Company, 1909), escritos por Margaret G. Hays.[10]
- Dottie Dimple (Hearst, 1908-1911)

Como Grace Drayton:
- Dimples (Hearst, enero de 1914-1918)
- Dolly Dimples and Bobby Bounce (King Features, 1928–primavera de 1933) — con la tira secundaria Kittens[6]
- The Pussycat Princess (King Features, 1935-1947): escrita por Ed Anthony; el arte continuó a cargo de Ruth Carroll después de la muerte de Drayton en 1936.